# جن لاپونته
جن لاپونته (انگلیسی: Jen LaPonte؛ زادهٔ ۳ ژوئیهٔ ۱۹۹۰) بازیکن فوتبال اهل ایالات متحده آمریکا است.
از باشگاه‌هایی که در آن بازی کرده‌است می‌توان به بوستون بریکرز، اسکای بلو اف‌سی، باشگاه فوتبال پورتلند تورنز، هیوستون دش، و باشگاه فوتبال رین اشاره کرد.
وی همچنین در تیم ملی فوتبال United States U16-U23 بازی کرده‌است.